# Krister Ståhlberg
Sven Krister Ståhlberg, född 31 maj 1947 i Åbo, är en finländsk statsvetare.
Ståhlberg blev politices doktor 1975. Han var 1970–1979 assistent och överassistent i statskunskap vid Åbo Akademi och 1980–2003 professor i offentlig förvaltning; forskningsledare för Nordiska ministerrådets program Norden och Europa 1996–2001. Han innehade 2002–2010 en nyinrättad befattning som direktör för Svenska kulturfonden. Bland talrika förtroendeuppdrag märks medlemskapet i statens samhällsvetenskapliga kommission 1974–1976; dess ordförande 1977–1978.
Ståhlberg var 1977–1982 och 1987–1992 huvudredaktör för Finsk Tidskrift. Han har publicerat ett stort antal arbeten om kommunal och statlig förvaltning, bland annat doktorsavhandlingen Teori och praxis i kommunal planering (1975). Han utnämndes till filosofie hedersdoktor 2002.